# کین لویس-پاتر
کین لویس-پاتر (انگلیسی: Keane Lewis-Potter؛ زادهٔ ۲۲ فوریهٔ ۲۰۰۱) بازیکن فوتبال اهل بریتانیا است.
از باشگاه‌هایی که در آن بازی کرده‌است می‌توان به باشگاه فوتبال برافورد پارک آونیو، باشگاه فوتبال برنتفورد، و باشگاه فوتبال هال سیتی اشاره کرد.
وی همچنین در تیم ملی فوتبال زیر ۲۱ سال انگلستان بازی کرده‌است.

## دوران ملی
در مارس ۲۰۲۲، لویس پاتر اولین دعوت بین‌المللی به تیم زیر ۲۱ ساله‌های انگلیس برای مسابقات مقدماتی قهرمانی زیر ۲۱ سال اروپا ۲۰۲۳ را دریافت کرد. او اولین بازی خود را زمانی انجام داد که در دقیقه ۸۲ به جای نونی مادوئکه در بازی مقابل تیم ملی فوتبال زیر ۲۱ سال آلبانی به میدان رفت.